# Ivo Miklavc
Ivo Miklavc, duhovnik, salezijanec, * 27. oktober 1938, Sv. Lovrencu na Pohorju, † 19. marec 2022, Trstenik pri Kranju.
Ivo Miklavc se je rodil očetu Romanu, kamnoseku, in materi Kristini (rojeni Fišinger) v številni družini, saj sta povila kar šest otrok (a je prvi umrl kmalu po rojstvu, tako sta starša vzgojila pet fantov). Ivo je že kot otrok pomagal doma, osnovno šolo je zaključil v domačem kraju, nato je šolanje nadaljeval na gimnaziji na Reki. Ko so semenišče na Reki zaprli (kjer je bil Ivo Miklavc v noviciatu za Salezijansko družbo) je šolanje nadaljeval na Zadru. Maturiral je na Rakovniku in nato je v Ljubljani doštudiral na teološki fakulteti. Junija leta 1967 je bil posvečen v duhovnika in je nato pel novo mašo v Ribnici na Pohorju 2. julija 1967. Najprej je bil nekaj mesecev kot duhovnik v Janjevem pri Prištini, na Kosovu. Kmalu, 1. oktobra 1967, pa so ga poslali za župnika na Primorsko, v župnijo Svete Bride (sv. Brigite), ki je bila tedaj mlada matična župnija, saj so jo ustanovili 1. februarja 1965, župnija Ankaran je nastala mnogo kasneje. Tedaj v kraju Ankaran sploh ni bilo cerkve, zanjo se je zavzel Ivo Miklavc, tako je leta 1970 tedanja Komisija za verska vprašanja v Jugoslaviji privolila na gradnjo nove cerkve za posebne turistične namene. Po mnogih nevšečnostih so končno meseca marca leta 1983 blagoslovili temeljni kamen in maja istega leta je bila cerkev že pokrita. Z deli so pohiteli in julija leta 1984 je bila izdana odločba o tehničnem prevzemu, novembra istega leta pa je nova cerkev že pridobila uporabno dovoljenje, tako so po dvajsetih mesecih trdega dela 2. decembra 1984 posvetili cerkev v Ankaranu v čast sv. Miklavžu (za farnega zavetnika so izbrali sv. Nikolaja, ker je bil nekoč v Ankaranu samostan benediktincev s kapelo tega svetnika).
Ivo Miklavc je medtem vsestransko skrbel za vse svoje župljane, saj je organiziral najrazličnejše verske skupine (strežnike, predzakonsko in zakonsko skupino, bibljično skupino, gledališko, gojil je pevske vaje ipd.), bil je vedno poln novih idej in še posebno je bil ponosen na skavte, saj se mu je zdelo pomembno, da bi imeli mladi priložnost, ko bi se organizirano vzgajali v skavtskem duhu, kajti spoštoval je načela ustanovitelja skavtov Baden Powella (posebno to, da je vsak skavt zvest Bogu in domovini). Zato je stopil v stik s člani Slovenske zamejske skavtske organizacije iz Trsta in tako so v osemdesetih letih prejšnjega stoletja v tajnosti obljubili prvi roverji in popotnice iz Slovenije v takratni Jugoslaviji na tržaškem jurjevanju. Stike je imel s Slovenci z obeh strani slovensko-italijanske meje. Ivo Miklavc je izredno rad planinaril in smučal, tako je organiziral najrazličnejše duhovne vaje v hribih; na številnih skavtskih taborih (bodisi zamejskih skavtov, kot kasneje slovenskih iz matice) je sodeloval kot duhovni vodja.
Salezijanski predstojniki so ga po 34 letih službovanja v Ankaranu premestili v župnijo Trebče pri Trstu, kjer ni našel najboljših razmer, vseeno pa se je lotil dela, v cerkvi in župnijšču, a tudi med ljudmi, tako da so ga kmalu vzljubili in ga vzeli za svojega. Živel je v Marijanišču na Opčinah, saj je bil vključen v opensko salezijansko skupnost, posvečal se je družinam, mladini in ostarelim. 25. junija 2017 je v Trebčah praznoval zlato mašo, svete daritve se je udeležilo res ogromno ljudi, po koncu maše se je zvrstilo mnogo pozdravov župljanov in predstavnikov raznih društev (trebenske godbe, skavtov, openskega cerkvenega pevskega zbora, biblične skupine itd.), ki so hoteli izkazati hvaležnost trebenskemu župniku. Prišli so tudi verniki iz Ankarana. Naslednje leto so mu trebenski vaščani priredili slovesno praznovanje ob njegovi osemdesetletnici.
Gospod Ivo Milkavc je bil zadnja leta zaradi bolezni v domu na Trsteniku (blizu Kranja, na Gorenjskem), kjer je umrl 19. marca 2022. Slovo je bilo že 20. marca v Ankaranu, kjer je sv. maši prisostvovalo ogromno število ljudi, daroval pa jo je, ob mnogih duhovnikih, takratni koprski škof Jurij Bizjak. Pokopan je na Trsteniku.